# 야마노이 다쿠미
야마노이 다쿠미(일본어: 山ノ井 拓己, 1998년 10월 25일~)는 일본의 축구 선수이다.

## 구단 경력
그는 2017년 J2리그의 아비스파 후쿠오카에 입단했다. 2020년 J2리그 준우승으로 J1리그로 승격했다. 2024년 J3리그의 츠바이겐 가나자와로 이적했다.